# Luigi Cantone
Luigi "Gino" Cantone (* 21. červenec 1917 Robbio – 6. listopadu 1997 Novara, Itálie) byl italský sportovní šermíř, který se specializoval na šerm kordem.
Itálii reprezentoval ve čtyřicátých letech. Na olympijských hrách startoval v roce 1948. V soutěži jednotlivců získal zlatou olympijskou medaili a s italským družstvem kordistů přidal stříbrnou olympijskou medaili. V roce 1949 získal s družstvem titul mistra světa.